# Stratford, Wisconsin
Stratford är en ort i Marathon County i delstaten Wisconsin, USA.